# Asteroxylon mackiei
Asteroxylon mackiei es una especie extinta de plantas licofitas pertenecientes a la familia Asteroxylaceae que vivió durante el Devónico inferior. Descrita a partir de su descubrimiento en el yacimiento escocés de Rhynie Chert. 

## Morfología
Asteroxylon mackiei poseía tallos aéreos erectos y rizomas subterráneos horizontales en estructura similar al de otras especies contemporáneas como Ventarura lyonii o Rhynia. Los tallos aéreos tenían un diámetro máximo de 12 milímetros y poseían en toda su longitud gran cantidad de pequeñas hojas de apenas 5 milímetros. El tallo vertical podía alcanzar hasta 20 centímetros . Las hojas carecían de sistema conductor por lo que no pueden ser consideradas hojas auténticas sino expansiones de la cutícula del tallo. Tanto en hojas como en el talo vertical se encontraban gran cantidad de estomas con características células de guarda de color pardo.
La corteza externa estaba compuesta por células alargadas muy cohesionadas entre sí mientras que la corteza interna tenía dos regiones, proximal y terminal de células empaquetadas y una región central de células laxas que dejaban espacios intercelulares frecuentemente colonizados por endomicorrizas. El sistema vascular era del tipo haplostela con protoxilema céntrico.
Los rizomas tenían sección circular y unos 4 milímetros de diámetro. Su epidermis muestra gran cantidad de papilas a pesar de no haberse encontrado pruebas de la existencia de rizoides. Este rizoma penetraba en el suelo unos 20 centímetros haciendo de Asteroxylon mackiei la especie de Rhynie Chert de mayor longitud y a la que se le supone una mejor capacidad de aprovechamiento de los recursos hídricos de su ecosistema. Internamente la estructura del rizoma era similar al del tallo aéreo con endomicorrizas en la corteza interna.
En el extremo de los tallos se encontraban los esporangios arriñonados de entre 7 y 2 milímetros . A pesar de haber sido descrito en 1964 se desconoce gran parte de su anatomía. La dehiscencia se considera marginal y la inserción en el tallo es lateral.
 La disposición de las hojas alrededor de los esporangios sugiere cierta función protectora de las primeras.